# Sunoco

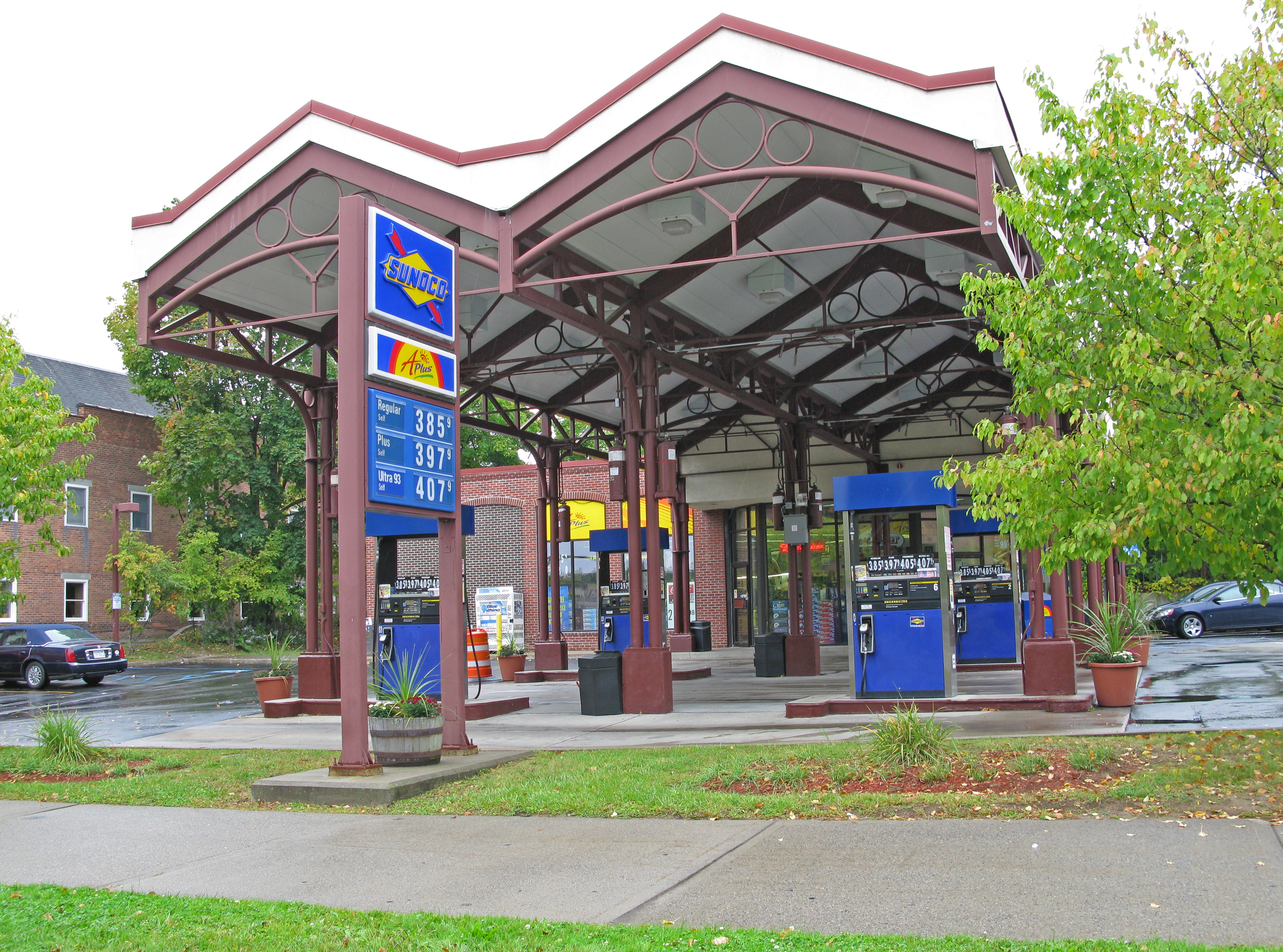
Gasolinera de Sunoco en Saratoga Springs, Nueva York.

Sunoco es una empresa petrolera y de gas natural estadounidense. Antes de adquirir su nombre actual, se denominaba Sun Company Inc. La sede central de la empresa está localizada en Filadelfia, en el estado de Pensilvania.
En Canadá la empresa está dirigida por una empresa local independiente, Suncor Energy.
Sunoco emplea a aprox. 14.200 personas (datos de 2008).

## Historia
Sunoco comenzó bajo el nombre "The Peoples Natural Gas Company" en Pittsburgh, Pensilvania. En 1886 sus fundadores, Joseph Newton Pew y Edward O. Emerson, decidieron ampliar su negocio de gas al del petróleo con los pozos petrolíferos descubiertos en Ohio y en Pensilvania. Cuatro años más tarde la empresa se rebautizó en Sun Oil Company of Ohio.
La empresa se expandió de forma rápida en la producción y venta de petróleo y productos derivados. En 1901 la empresa se extendió en Texas, concretamente en el campo petrolífero de Spindletop.
Con una cantidad cada vez mayor de pozos y refinerías, la empresa abrió su primera gasolinera en Ardmore, Pensilvania. En 1925 la empresa comenzó a cotizar en la bolsa de Nueva York.
Con la conclusión de la Segunda Guerra Mundial la empresa comenzó a expandirse en el extranjero. La primera refinería canadiense se construyó en 1953 en Sarnia, Ontario. En 1957 la empresa explotó pozos en el Lago de Maracaibo, Venezuela hasta que la empresa fue nacionalizada en 1975.

## Distribuidores en mundo

### España
SUN OIL ESPAÑA, S. A. creada en 1981, se dedica a la fabricación, importación y  distribución  de los lubricantes Sun Oil (SUNOCO, SUNISO, SUNPAR, SUNTHENE, SUNVIS, SUNDEX, etc….).  Ofrecer la mejor calidad y atención, gracias a la gestión comercial “sin intermediarios”,  disponen de una flota propia de reparto y una extensa red de delegados y distribuidores repartidos por toda España.  Desde sus comienzos, han conseguido con  esfuerzo y preparación,  ofrecer la más actual y amplia gama de productos,  por supuesto, tratando siempre de prestar el mejor servicio..

### Productos
Sunoco trabaja con una amplia gama de productos de la más alta calidad, entre los cuales podemos encontrar:
- Lubricantes de motor,
- Transmisión.
- Lubricantes y grasas alimentarias.
- Lubricantes de refrigeración.
- Grasas industriales.
- Maquinaria agrícola.
- Sistemas hidráulicos.
- Lubricantes Biodegradables.
- Lubricantes industriales.

### Localización
- Carretera de Fuencarral nº 78  – Alto     28108 – ALCOBENDAS (MADRID)
- Horario:  de lunes a viernes, de 08:00 a 15:00 horas  y  de 16:00 a 18:00 horas.
- Teléfono: 91 661 02 67

www.sunoilespana.com

## Otros datos
- La empresa es proveedor oficial de combustible de la NASCAR, desde el 2009 la F3 Británica y desde 2011, la IndyCar Series.